# Prostomis edithae
Prostomis edithae es una especie de coleóptero de la familia Prostomidae.

## Distribución geográfica
Habita en Nepal, Sichuan, Yunnan y  Tonkin.